# Identieke afbeelding
In de wiskunde is een identieke afbeelding of identieke functie, ook identiteit of identiteitsfunctie genoemd, een afbeelding, meestal door {\displaystyle I} voorgesteld, van een verzameling naar zichzelf die ieder element op zichzelf afbeeldt. De identieke functie geeft altijd dezelfde waarde terug die als argument is gebruikt, dus heeft eigenlijk geen effect.
De eenheidsmatrix is onder de matrixvermenigvuldiging het neutrale element en bepaalt onder de matrixvermenigvuldiging de identieke afbeelding.

## Definitie
De identieke afbeelding {\displaystyle I} op de verzameling {\displaystyle V} is de functie {\displaystyle I:V\to V} gedefinieerd voor elke {\displaystyle x\in V} door:
{\displaystyle I(x)=x}
Om verwarring met de identieke afbeelding op een andere verzameling te voorkomen noteert men ook {\displaystyle I_{V}} of anders {\displaystyle \mathrm {Id} } of {\displaystyle \mathrm {Id} _{V}}

## Eigenschappen
Voor een willekeurige afbeelding {\displaystyle f\colon V\to W}, geldt:
{\displaystyle f\circ I_{V}=f=I_{W}\circ f}
Daarin staat {\displaystyle \circ } voor functiecompositie.
De identieke afbeelding {\displaystyle I_{V}} is dus het neutrale element van de monoïde van alle functies van {\displaystyle V} naar {\displaystyle W}. Aangezien het identiteitselement van een monoïde uniek is, is het ook mogelijk de identiteitsfunctie op {\displaystyle V} te definiëren als dit neutrale element. Zo'n definitie generaliseert het concept van een identiteitsmorfisme in categorietheorie waarin de endomorfismen van {\displaystyle V} geen functies hoeven te zijn.